# خانه شهابی
خانه شهابی مربوط به دوره پهلوی اول است و در سبزوار، خیابان بیهق، کوچه آقا واقع شده و این اثر در تاریخ ۱۷ مرداد ۱۳۸۳ با شمارهٔ ثبت ۱۱۰۲۳ به‌عنوان یکی از آثار ملی ایران به ثبت رسیده است.